# أرلينغتون (جورجيا)
أرلينغتون (بالإنجليزية: Arlington, Georgia)‏ هي مدينة تقع في مقاطعة كالهاون، جورجيا, مقاطعة إيرلي، جورجيا بولاية جورجيا في الولايات المتحدة. تبلغ مساحة هذه المدينة 10.3 (كم²)، وترتفع عن سطح البحر 91 م، بلغ عدد سكانها 1479 نسمة في عام 2010 حسب إحصاء مكتب تعداد الولايات المتحدة.

## وصلات خارجية
- Cities & Counties - Georgia.gov